# Alburnus schischkovi
Espèce
Synonymes
- Chalcalburnus chalcoides schischkovi Drensky, 1943[2] [3]

Statut de conservation UICN

 EN B1ab(ii,iii,v)+2ab(ii,iii,v) : En danger
Alburnus schischkovi (Black Sea bleak en anglais) est un poisson d'eau douce de la famille des Cyprinidae.

## Répartition

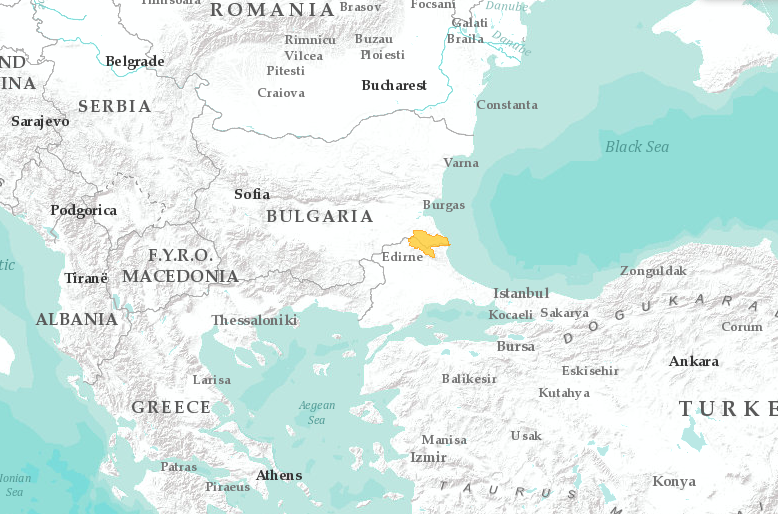
Répartition

Alburnus schischkovi se rencontre dans le bassin de la mer Noire, depuis la Rezovo en Turquie jusqu'à la Veleka en Bulgarie. Par ailleurs il est possible que des shemayas plus au nord jusqu'à la Kamtchiya fassent partie de cette espèce.

## Description
La taille maximale connue pour Alburnus schischkovi est de 210 mm. C'est une espèce migrante qui se reproduit en eaux vive.

## Publication originale
- Drensky, 1943 : Chalcalburnus chalcoides Güld.. Annuaire de l'Université de Sofia, Faculté des Sciences Physiques et Mathématiques, Sofija, vol. 39, n. 3, p. 343-360[7].